# Томас, Майкл
Майкл Ло́ристон То́мас (англ. Michael Lauriston Thomas; 24 августа 1967, Ламбет, Лондон), более известный как Майкл Томас (Michael Thomas) — английский футболист, выступавший за «Арсенал» и «Ливерпуль».

## Карьера

### Арсенал
Воспитанник «Арсенала», Майкл Томас подписал профессиональный контракт с клубом в 1984 году, но дебютировал лишь в 1987 году, успев к тому времени побывать в аренде в «Портсмуте». Его звёздный час случился в добавленное время встречи последнего тура в сезоне 1988/1989 против «Ливерпуля» на «Энфилде» (2:0). Благодаря этому мячу «Арсенал» и «Ливерпуль» закончили сезон не только с одинаковым количеством очков — 76, но и с одинаковой разницей забитых и пропущенных мячей +37. Лишь благодаря большей сумме забитых в чемпионате мячей: 73 против 65, «Арсенал» оказался на первом месте, впервые за 18 лет став чемпионом страны.

### Ливерпуль
В 1991 году, рассорившись с тренером своего клуба Джорджем Грэмом, Томас за полтора миллиона фунтов перешёл в «Ливерпуль». Он дебютировал 18 декабря 1991 года, через два дня после подписания контракта, в матче против «Тоттенхэм Хотспур» на «Уайт Харт Лейн» (2:1), выйдя на замену Яну Мёльбю. А 18 января 1992 года в матче против «Олдем Атлетик» (3:2) Томас забил свой первый гол за новый клуб. Кроме него, мячами в этой встрече также отметились Стив Макманаман и Дин Сондерс. Первый сезон Томаса в команде завершился победой над «Сандерлендом» на «Уэмбли» в финале Кубка Англии. Первый тайм закончился без забитых голов, а в самом начале второго тайма Томас забил гол с передачи Стива Макманамана. Ещё один мяч забил Иан Раш, и «Ливерпуль» победил со счётом 2:0.
Несмотря на хороший первый сезон, вскоре Томас стал игроком замены, которому приходилось подменять таких футболистов, как Джейми Реднапп и Джон Барнс, к тому моменту игравший в центре полузащиты. Виной всему травмы, которые стали беспокоить Томаса. В 1995 году Томас со скамейки запасных наблюдал за финалом Кубка лиги, в котором два гола Макманамана принесли победу «Ливерпулю», а год спустя Томас всего на пять минут появился в финальном матче Кубка Англии против «Манчестер Юнайтед» — он вышел на замену Робу Джонсу на 85-й минуте, но не смог помешать принципиальным соперникам «Ливерпуля» выиграть этот матч со счётом 1:0.
В 2006 году Майкл Томас занял 83-е место в списке «100 игроков, которые потрясли Коп» (англ. 100 Players Who Shook The Kop), составленном по результатам голосования среди более 110 тысяч болельщиков «Ливерпуля», проведённого официальным сайтом клуба.

### Завершение карьеры
В феврале 1998 года Майкл Томас отправился в аренду в «Мидлсбро», за который провёл 10 матчей, а вернувшись обратно, обнаружил, что главный тренер «Ливерпуля» Рой Эванс предпочитает ему в центре защиты Эйвинда Леонардсена и Дэнни Мёрфи. Летом того же года Томас принял решение покинуть команду и перешёл в португальскую «Бенфику», которую на тот момент тренировал Грэм Сунесс — человек, некогда пригласивший его в «Ливерпуль». Однако после отъезда Сунесса обратно в Англию Томас оказался в резервах португальского клуба, а потому в 2000 году вернулся на родину. Летом 2000 года он перешёл в «Уимблдон», но всего год спустя принял решение о завершении карьеры.

### После завершения карьеры
В 2006 году Майкл Томас проживал в Ливерпуле, где владел компанией, предоставлявшей водительские услуги высшего уровня, и охранным агентством для высокопоставленных лиц.

## Достижения

### Арсенал
- Чемпион Англии (1989, 1991)
- Обладатель Кубка лиги (1987)
- Финалист Кубка лиги (1988)

### Ливерпуль
- Обладатель Кубка Англии (1992)
- Обладатель Кубка лиги (1995)
- Финалист Кубка Англии (1996)

### Мидлсбро
- Чемпион Первого дивизиона (второй уровень) (1998)